# F-1 World Grand Prix II
F-1 World Grand Prix II é um jogo de corrida de Fórmula 1 lançado em 2000 para Nintendo 64, Dreamcast e Game Boy Color. O jogo é a sequência de F-1 World Grand Prix. A versão de Nintendo 64 foi lançada apenas na Europa e é baseada na Temporada de Fórmula 1 de 1998, enquanto as versões de Dreamcast e Game Boy Color baseiam-se na Temporada de Fórmula 1 de 1999.

## Jogabilidade
O jogo contém todas os pilotos, equipes e pistas da temporada de Fórmula 1 de 1998, no caso da versão do Nintendo 64, e da 1999 das versões de Dreamcast e Game Boy Color. Somente o piloto Jacques Villeneuve não está incluído na versão de Nintendo 64 devido a problemas de licenciamento, sendo substituído por um piloto genérico chamado "Williams Driver".

## Recepção
A IGN deu 7,1 de 10 para versão de Dreamcast, elogiando a apresentação geral  do jogo, porém criticou os gráficos.

## Sequência
- F1 World Grand Prix 2000